# Теремок (мультфильм, 1937)
«Теремок» — советский рисованный мультипликационный фильм, снятый в 1937 году на киностудии Ленфильм по мотивам одноимённой русской народной сказки.

## Сюжет
Картина рассказывает о дружбе нескольких животных. Все они собрались в «теремке» — доме, который приютил их и обогрел. Дружное хозяйство постоянно пополняется новыми участниками, привлечёнными удобствами жилья. Но всех ли желающих сможет вместить домик? Среди обитателей леса попадаются очень крупные звери, чьи желания могут не совпасть с возможностями.

## Создатели
| режиссёры               | Александр Синицын, Виталий Сюмкин |
| сценаристы              | Александр Синицын, Виталий Сюмкин |
| художник-мультипликатор | В. Янчевский                      |
| оператор                | Г. Вильчевская                    |
| композитор              | Исаак Дунаевский                  |
| текст песен             | Владимир Волженин                 |

## Технология съёмки
В середине 1930-х годов на киностудии «Ленфильм» разработали технологию печати цветных мультфильмов гидротипным способом, аналогичным процессу печати американской компании «Техниколор». В 1937 году на «Ленфильме» были выпущены первые цветные мультфильмы, произведённые таким способом: «Теремок», «Первая охота». Затем на экраны вышли «Утёнок» (1938), «Джябжа» (1939), «Сказка о глупом мышонке» (1940).

## Реставрация
Мультфильм был создан в 2 версиях: чёрно-белой и цветной. Цветной вариант был восстановлен в 2011 году с исходных цветоделённых негативов из собрания Госфильмофонда России и показан на Фестивале архивного кино «Белые столбы - 2012» в честь 100-летия отечественной анимации.